# Blechnum arcuatum
Blechnum arcuatum là một loài thực vật có mạch trong họ Blechnaceae. Loài này được J. Rémy & Fée mô tả khoa học đầu tiên.